# Eishockey-Oberliga (Österreich) 2008/09
Die Saison 2008/09 der österreichischen Eishockey-Oberliga wurde mit nur vier Mannschaften ausgetragen, da mehrere Teilnehmer der Vorsaison aus zumeist finanziellen Gründen freiwillig auf eine Teilnahme verzichtet hatten. Titelverteidiger waren die ATUS Weiz Bulls, die ihre Meisterschaft jedoch nicht verteidigen konnten. Neuer Meister wurde der neugegründete ATSE Graz.

## Teilnehmende Mannschaften
Mit den Tarco Wölfen Klagenfurt und dem ATUS Weiz ("Bulls") nehmen nur zwei der fünf Mannschaften aus dem Vorjahr auch heuer an der Oberliga teil. Neu sind ein Farmteam der Black Wings Linz und die wiederbelebte Eishockeysektion des ATSE Graz. Der EC Kitzbühel zog aus Personalmangel seine Nennung kurz vor Ligabeginn zurück, der EV Niederösterreich sogar erst nach drei bereits ausgetragenen Spielrunden. Somit nehmen heuer nur vier statt wie geplant sechs Mannschaften teil.

## Modus
Im Grunddurchgang (27. September 2008 bis 7. Februar 2009) wurde eine dreifache Hin- und Rückrunde gespielt, alle vier Mannschaften spielten im Halbfinale im best of three Modus um die Finalteilnahme. Das Finale wurde als best of five Serie ab 28. Februar ausgetragen. Als Spieltag war generell der Samstag vorgesehen. Der Meister stand spätestens am 28. März 2009 fest.

## Grunddurchgang
Der Grunddurchgang begann nach lang andauernden Unklarheiten über das Teilnehmerfeld mit dem Spiel des Neuzugangs ATSE Graz gegen den amtierenden Meister ATUS Weiz Bulls, das der ATSE klar mit 9:1 für sich entscheiden konnte. In der Folge setzten sich der ATSE und die Tarco Wölfe aus Klagenfurt schnell von den beiden übrigen Teilnehmern ab. Vor allem das Farmteam des EHC Linz hatte große Probleme und musste nach dem Auftaktsieg gegen den ATSE lange Zeit auf weiteren Punktezuwachs warten. Im Verlauf der Saison stieß Torhüter Philipp Meichernitsch vom KSV Eishockeyklub aus der Nationalliga zum ATSE und übernahm dort für den schwächelnden Peter Rabanser.
Zum Ende des Grunddurchgangs hatten die Tarco Wölfe und der ATSE Graz in der Tabelle einen deutlichen Vorsprung zu Buche stehen, womit die Finalpaarung von vornherein festzustehen schien. Der ATSE verfolgte zu dieser Zeit immer noch das Ziel, so schnell wie möglich in die Nationalliga aufzusteigen, und verstärkte sich vor den Playoffs mit den beiden slowenischen Spielern Jaka Avgustinčič und Dejan Kontrec, die beide bereits Erfahrungen in der Erste Bank Eishockey Liga gesammelt hatten.

### Tabelle nach dem Grunddurchgang
| Platz | Team                      | Spiele | Siege | Niederlagen (nach Verl.) | Tordifferenz | Punkte |
| ----- | ------------------------- | ------ | ----- | ------------------------ | ------------ | ------ |
| 1.    | EC Tarco Wölfe Klagenfurt | 18     | 13    | 5 (2)                    | 81:65        | 28     |
| 2.    | ATSE Graz                 | 18     | 11    | 7 (1)                    | 94:67        | 23     |
| 3.    | ATUS Weiz Bulls           | 18     | 7     | 11 (2)                   | 61:72        | 16     |
| 4.    | Black Wings Linz / II     | 18     | 5     | 13 (1)                   | 50:82        | 11     |

### Statistiken
| 1 | Peter Mateicka     | Tarco | 17 | 17 | 30 | 47 | 62 |
| 2 | Helmut Karel       | Weiz  | 18 | 10 | 20 | 30 | 40 |
| 3 | Andreas Moschik    | Tarco | 14 | 11 | 15 | 26 | 14 |
| 4 | René Wilding       | Weiz  | 18 | 6  | 20 | 26 | 14 |
| 5 | Christian Hofmaier | ATSE  | 18 | 11 | 14 | 25 | 43 |

| 1 | Marco del Fabro       | Tarco | 17 | 988 | 556 | 501 | 55 | 90.11 | 3.34 | 2 |
| 2 | Robin Bauer           | Weiz  | 17 | 963 | 463 | 412 | 55 | 88.98 | 3.43 | 0 |
| 3 | Lorenz Hirn           | Linz  | 7  | 324 | 204 | 180 | 24 | 88.24 | 4.44 | 0 |
| 4 | Frantisek Dasek       | Linz  | 12 | 601 | 357 | 311 | 46 | 87.11 | 4.59 | 0 |
| 5 | Philipp Meichernitsch | ATSE  | 14 | 796 | 339 | 295 | 45 | 87.02 | 3.39 | 0 |

## Play-offs
Im Halbfinale setzten sich erwartungsgemäß der ATSE Graz und die Tarco Wölfe gegen ihre jeweiligen Gegner mit je 2:0 Siegen durch. Das Finale begann mit einem äußerst knappen Sieg der Tarco Wölfe im Penaltyschießen. In der Folge erwies sich der ATSE dank der beiden Neuzugänge und eines sehr starken Philipp Meichernitsch im Tor als die deutlich stärkere Mannschaft, die mit drei klaren Siegen die Finalserie für sich entscheiden konnte.

### Play-off-Baum
|  | Halbfinale | Halbfinale                | Halbfinale |  |  | Finale | Finale                    | Finale |
|  |            |                           |            |  |  |        |                           |        |
|  |            |                           |            |  |  |        |                           |        |
|  | 1          | EC Tarco Wölfe Klagenfurt | 2          |  |  |        |                           |        |
|  | 4          | Black Wings Linz / II     | 0          |  |  |        |                           |        |
|  |            |                           |            |  |  | 1      | EC Tarco Wölfe Klagenfurt | 1      |
|  |            |                           |            |  |  | 2      | ATSE Graz                 | 3      |
|  | 2          | ATSE Graz                 | 2          |  |  |        |                           |        |
|  | 3          | Weiz Bulls                | 0          |  |  |        |                           |        |
|  |            |                           |            |  |  |        |                           |        |

### Einzelergebnisse Halbfinale
- Tarco Wölfe Klagenfurt (1) gegen Black Wings Linz / II (4): 4:2, 5:0
- ATSE Graz (2) gegen Weiz Bulls (3): 10:5, 4:3

### Einzelergebnisse Finale
- Tarco Wölfe Klagenfurt (1) gegen ATSE Graz (2): 5:4 n. P., 2:6, 3:5, 1:8

### Statistiken
| 1 | Jaka Avgustinčič | ATSE  | 6 | 5 | 15 | 20 | 2  |
| 2 | Dejan Kontrec    | ATSE  | 6 | 6 | 12 | 18 | 2  |
| 3 | Gilbert Kühn     | ATSE  | 6 | 5 | 8  | 13 | 30 |
| 4 | Peter Mateicka   | Tarco | 4 | 1 | 8  | 9  | 2  |
| 5 | Gerald Marchl    | ATSE  | 6 | 7 | 1  | 8  | 6  |

| 1 | Philipp Meichernitsch | ATSE  | 6 | 364 | 198 | 179 | 19 | 90.40 | 3.13 | 0 |
| 2 | Marco del Fabro       | Tarco | 6 | 318 | 178 | 157 | 21 | 88.20 | 3.96 | 1 |
| 3 | Frantisek Dasek       | Linz  | 2 | 118 | 60  | 52  | 8  | 86.67 | 4.07 | 0 |
| 4 | Christoph Felsberger  | Tarco | 2 | 48  | 26  | 22  | 4  | 84.62 | 5.00 | 0 |
| 5 | Robin Bauer           | Weiz  | 2 | 96  | 40  | 30  | 10 | 75.00 | 6.25 | 0 |

## Meisterschaftsendstand
1. ATSE Graz
2. EC Tarco Wölfe Klagenfurt
3. ATUS Weiz Bulls
4. EHC Linz II

## Kader des Oberliga-Meisters
| Oberliga-Meister ATSE Graz | Torhüter: Philipp Meichernitsch, Peter Rabanser, Bernhard Streit Verteidiger: Alexandre Dodier, Michael Grundauer, Michael Günther, Christoph Haas, Philipp Hofer, Florian Hutzl, Roman Klicznik Angreifer: Jaka Avgustincic, Matthias Florian, Daniel Forcher, Benjamin Gschöpf, Christian Hofmaier, Dejan Kontrec, Dominik Kraxner, Gilbert Kühn, Gerald Marchl, Peter Preis, Tobias Prudenziati, Thomas Rack, Christian Widauer Cheftrainer: Timo Sutinen |

## Auf/Abstieg
Der ATSE Graz sicherte sich mit dem Meistertitel in der ersten Saison seit der Neugründung die sportliche Qualifikation für die Nationalliga, wird den Aufstieg aber nicht in Anspruch nehmen. Da sich die beiden ebenfalls aus der Steiermark stammenden Teams KSV Eishockeyklub und EV Zeltweg dazu entschlossen haben, in der Saison 2009/10 von der Nationalliga in die Oberliga zu wechseln, bleibt der ATSE Graz aufgrund der besseren Zuschauerzahlen bei Derbys ebenfalls in der Oberliga. Somit wird diese in der Saison 2009/10 mit acht Teams ausgetragen.